# Peter Pietras
Peter Pietras (21 de abril de 1908 - abril de 1993) foi um futebolista norte-americano. Ele competiu na Copa do Mundo FIFA de 1934, sediada na Itália, na qual a seleção de seu país terminou na última colocação dentre os 16 participantes.